# Claudio Bravo (labdarúgó, 1983)
Claudio Andrés Bravo Muñoz (Viluco, 1983. április 13. –) Copa América- és UEFA-bajnokok ligája-győztes chilei válogatott labdarúgó.

## Pályafutása

### Colo-Colo
A chilei portás pályafutása elején a Colo-Colo hálóját védte, ahol profiként 2002-ben debütált, de egy sérülés miatt kiszorult a kezdő tizenegyből, sérülésből visszatérve csak nehezen tudta vissza verekedni magát a kezdőcsapatba. Itt kapta meg a becenevét, Roberto Rojas után: ""Cóndor Chico"" avagy kölyök kondorkeselyű.

### Real Sociedad
2006-ban Bravo áttette székhelyét Spanyolországba, ahol  ötéves  szerződést kötött a Baszk gárdával. A hosszú évek során meghatározó játékosa lett a spanyol klubnak. Pályafutása egyetlen gólját 2010. február 14-én szerezte, szabadrúgásból talált be a Gimnàstic de Tarragona kapujába. A másodosztály 2009/10-es sikeres megnyerése után a Sociedad meggyőző teljesítményt nyújtott az első osztályban is, de az igazi áttörést a 2014-es világbajnokság hozta meg számára.

### FC Barcelona
A katalánokkal 2014. június 18-án  négyéves szerződést írt alá, 12 millió eurót fizettek érte a baszk klubnak. Bravo második számú kapusként igazolt a klubhoz, de meggyőző teljesítménye miatt ter Stegen csak a kispadról figyelhette a chilei hálóőrt. A szezon végén triplázott a csapat, amihez Bravo is hozzájárult kiváló teljesítményével.

### Manchester City
2016-ban a több játék reményében igazolt a Manchester Cityhez.

### Real Betis
2020. augusztus 30-án egy éves szerződést kötött a spanyol Real Betissel, mely további egy éves opciót is tartalmazott.

### A válogatottban
2004 óta tagja a felnőtt válogatottnak, Paraguay ellen debütált 2004 július 11-én. Bravo azóta kirobbanthatatlan a chilei kapuból, ezt az is jelzi hogy ő játszotta a legtöbb mérkőzést a nemzeti csapatban. 2015-ben, és 2016-ban megnyerte Chilével a Copa Americát. 2017 márciusában jelentette be, hogy a 2018-as vb után visszavonul a válogatottól.

## Statisztika

### Klub
| Klub                | Szezon              | Bajnokság | Bajnokság | Kupa  | Kupa  | Nemzetközi | Nemzetközi | Egyéb | Egyéb | Összesen | Összesen |
| Klub                | Szezon              | Meccs     | Gólok     | Meccs | Gólok | Meccs      | Gólok      | Meccs | Gólok | Meccs    | Gólok    |
| ------------------- | ------------------- | --------- | --------- | ----- | ----- | ---------- | ---------- | ----- | ----- | -------- | -------- |
| Colo-Colo           | 2003                | 25        | 0         | —     | —     | 1          | 0          | —     | —     | 26       | 0        |
| Colo-Colo           | 2004                | 40        | 0         | —     | —     | 5          | 0          | —     | —     | 45       | 0        |
| Colo-Colo           | 2005                | 39        | 0         | —     | —     | 2          | 0          | —     | —     | 41       | 0        |
| Colo-Colo           | 2006                | 19        | 0         | —     | —     | 2          | 0          | —     | —     | 21       | 0        |
| Colo-Colo           | Összesen            | 123       | 0         | —     | —     | 10         | 0          | —     | —     | 133      | 0        |
| Real Sociedad       | 2006-07             | 29        | 0         | 1     | 0     | —          | —          | —     | —     | 30       | 0        |
| Real Sociedad       | 2007-08             | 0         | 0         | 0     | 0     | —          | —          | —     | —     | 0        | 0        |
| Real Sociedad       | 2008-09             | 32        | 0         | 0     | 0     | —          | —          | —     | —     | 32       | 0        |
| Real Sociedad       | 2009-10             | 25        | 1         | 0     | 0     | —          | —          | —     | —     | 25       | 1        |
| Real Sociedad       | 2010-11             | 38        | 0         | 0     | 0     | —          | —          | —     | —     | 38       | 0        |
| Real Sociedad       | 2011-12             | 37        | 0         | 0     | 0     | —          | —          | —     | —     | 37       | 0        |
| Real Sociedad       | 2012-13             | 31        | 0         | 0     | 0     | —          | —          | —     | —     | 31       | 0        |
| Real Sociedad       | 2013-14             | 37        | 0         | 0     | 0     | 7          | 0          | —     | —     | 44       | 0        |
| Real Sociedad       | Összesen            | 229       | 1         | 1     | 0     | 7          | 0          | —     | —     | 237      | 1        |
| Barcelona           | 2014-15             | 37        | 0         | 0     | 0     | 0          | 0          | —     | —     | 37       | 0        |
| Barcelona           | Összesen            | 37        | 0         | 0     | 0     | 0          | 0          | —     | —     | 37       | 0        |
| Karrier összesítése | Karrier összesítése | 388       | 1         | 1     | 0     | 17         | 0          | —     | —     | 406      | 1        |

#### A válogatottban
| Chile    | Chile | Chile |
| Év       | Meccs | Gólok |
| -------- | ----- | ----- |
| 2004     | 1     | 0     |
| 2005     | 3     | 0     |
| 2006     | 5     | 0     |
| 2007     | 12    | 0     |
| 2008     | 10    | 0     |
| 2009     | 9     | 0     |
| 2010     | 8     | 0     |
| 2011     | 14    | 0     |
| 2012     | 4     | 0     |
| 2013     | 12    | 0     |
| 2014     | 9     | 0     |
| 2015     | 12    | 0     |
| 2016     | 11    | 0     |
| 2017     | 9     | 0     |
| 2018     | 0     | 0     |
| 2019     | 4     | 0     |
| 2020     | 2     | 0     |
| 2021     | 16    | 0     |
| 2022     | 3     | 0     |
| 2023     | 1     | 0     |
| 2024     | 5     | 0     |
| Összesen | 150   | 0     |

## Sikerei, díjai
Colo-Colo
- Chilei bajnok (1): 2006 (Apertura)

Real Sociedad
- Spanyol másodosztályú bajnok (1): 2009–2010

FC Barcelona
- Spanyol bajnok (1): 2014–15
- Spanyol kupa (1): 2014–15
- UEFA Bajnokok Ligája (1): 2014–15

Manchester City
- Angol bajnok (2): 2017–18, 2018–19
- Angol kupa (1): 2018–19
- Angol ligakupa (2): 2018, 2019
- Angol szuperkupa (1): 2018

Chilei válogatott
- Copa América győztes: 2015, 2016
- Konföderációs kupa ezüstérmes: 2017

Egyéni
- Zamora-díj: 2014–15
- La Liga szezon csapata: 2014–15
- Konföderációs kupa legjobb kapus : 2017

## Fordítás
Ez a szócikk részben vagy egészben  a   Claudio Bravo (footballer) című angol Wikipédia-szócikk fordításán alapul.  Az eredeti cikk szerkesztőit annak laptörténete sorolja fel. Ez a jelzés csupán a megfogalmazás eredetét és a szerzői jogokat jelzi, nem szolgál a cikkben szereplő információk forrásmegjelöléseként.